# Nepenthes ampullaria
Espèce
Classification phylogénétique
Statut de conservation UICN

 LC  : Préoccupation mineure
Statut CITES
Nepenthes ampullaria est une espèce de plantes à fleurs de la famille des Nepenthaceae. C'est une plante carnivore d'Asie du Sud-Est qui pousse jusqu'à 1000 m d'altitude, dans les zones marécageuses des forêts tropicales.

## Description

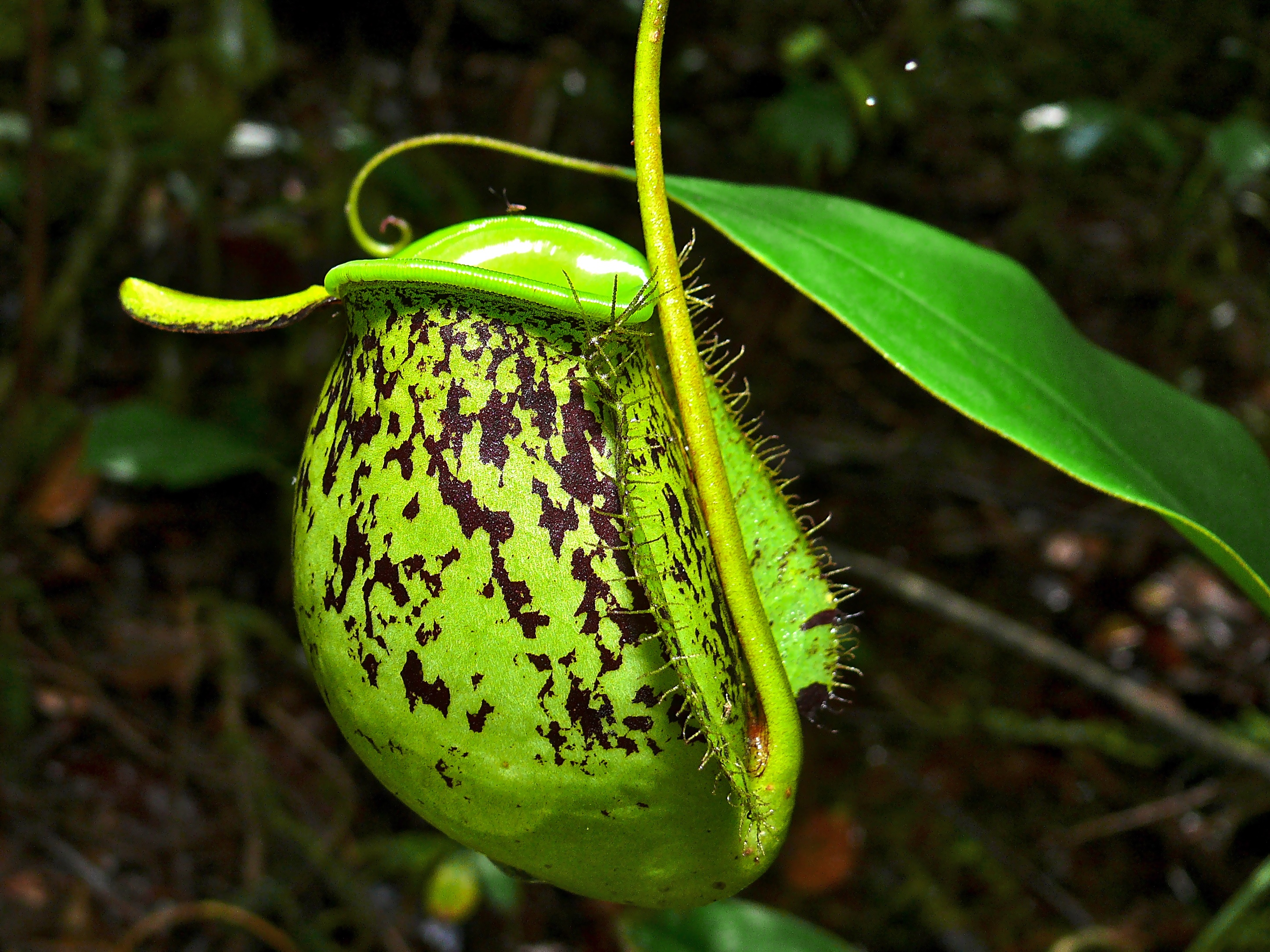
Nepenthes ampullaria (Parc national du Gunung Mulu, en Malaisie).

La tige peut grimper jusqu'à 8 m de haut. Les pièges sont de petites dimensions : entre 2 et 10 cm de hauteur et sont de forme caractéristique.

## Le piège
Comme les autres nepenthes, le piège (qui est une feuille transformée) a une fonction carnivore : l'insecte attiré par les couleurs vives et des glandes à nectar se pose sur le péristome, et s'aventure sur les parois de l'urne qui sont cirées et glissantes. Ne pouvant s'y accrocher, il glisse alors sur la paroi et tombe dans le liquide. La victime noyée, sera digérée par des enzymes.
Il semble toutefois que nepenthes ampullaria ne soit pas exclusivement insectivore, et utilise les feuilles et autres débris végétaux tombés des arbres comme apport nutritif. Plusieurs caractéristiques morphologiques et biologiques attestent de cette évolution.

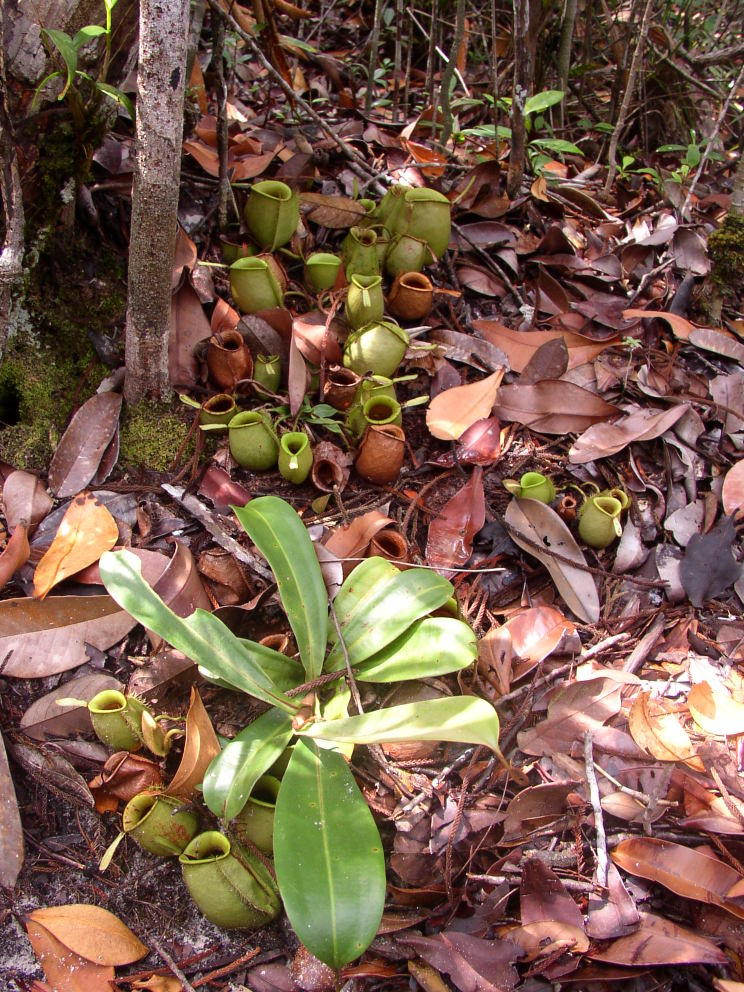
N. ampullaria dont les urnes tapissent le sol, attestant de sa fonction probable de détrivore.

## Répartition
L'espèce se retrouve à Bornéo, en Malaisie, en Nouvelle-Guinée, et à Sumatra.

## Étymologie
- Ampulla en latin signifie petite fiole (avec ventre bombé), style ampoulé"[1].

## Galerie

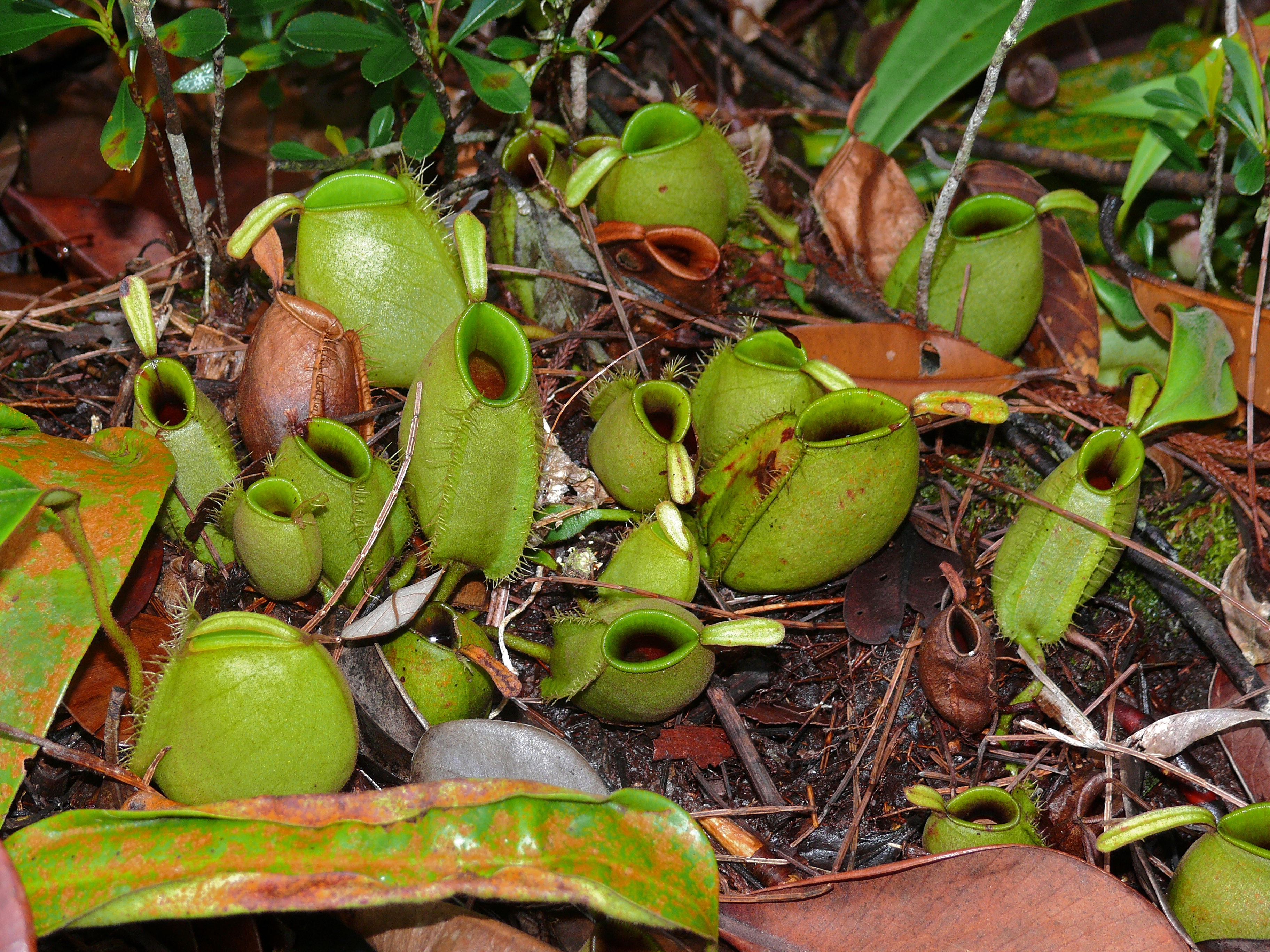
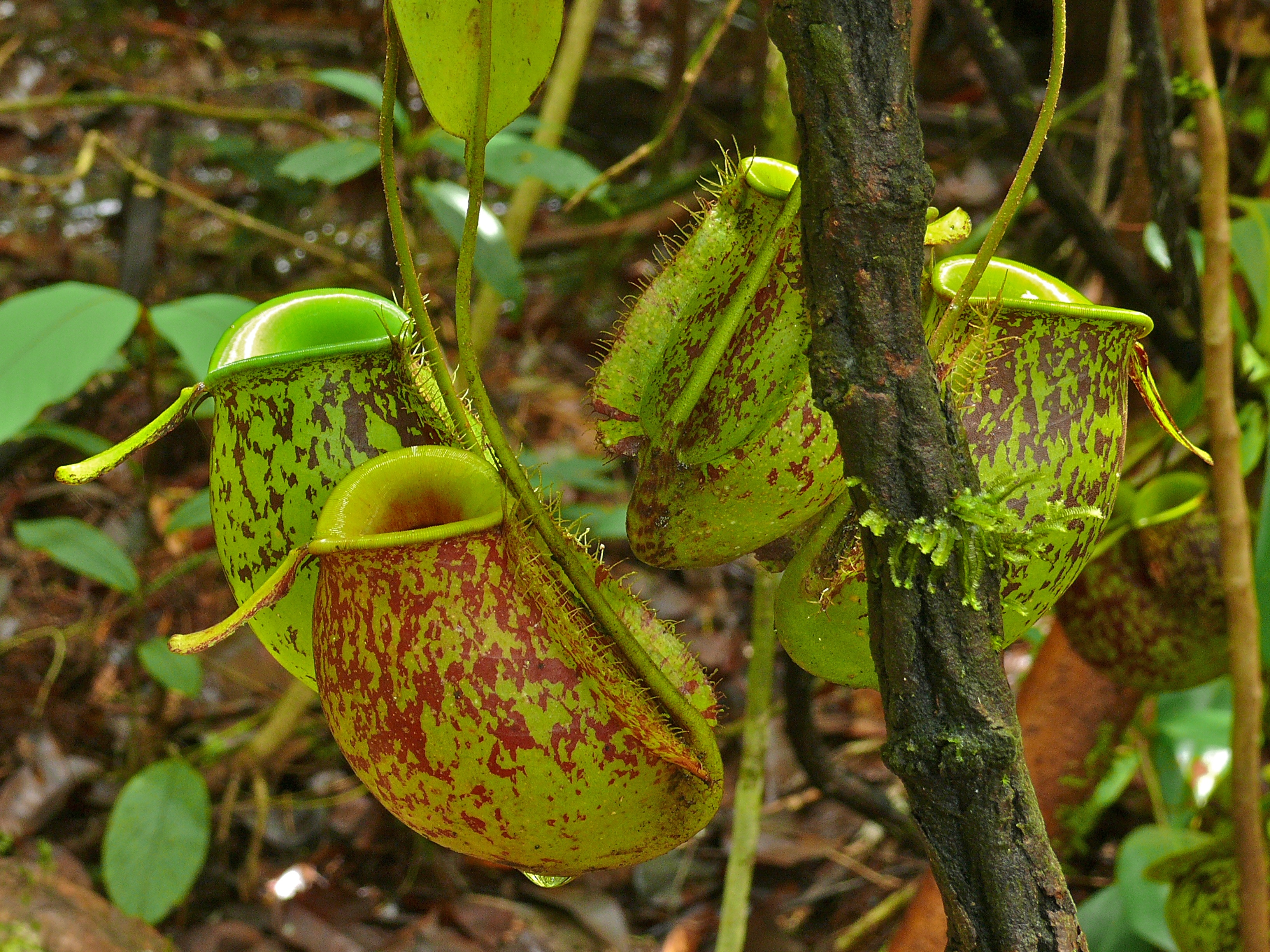
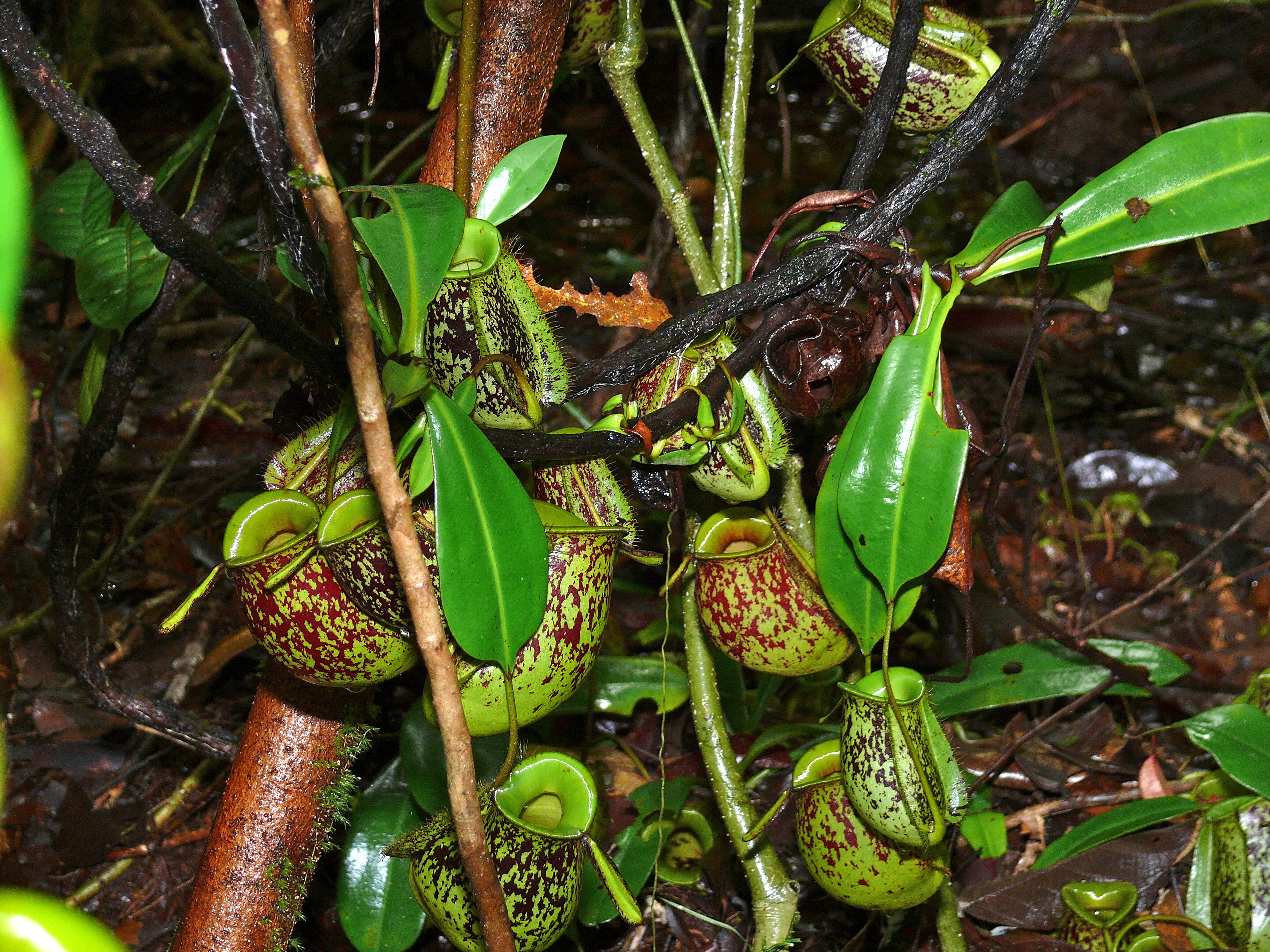
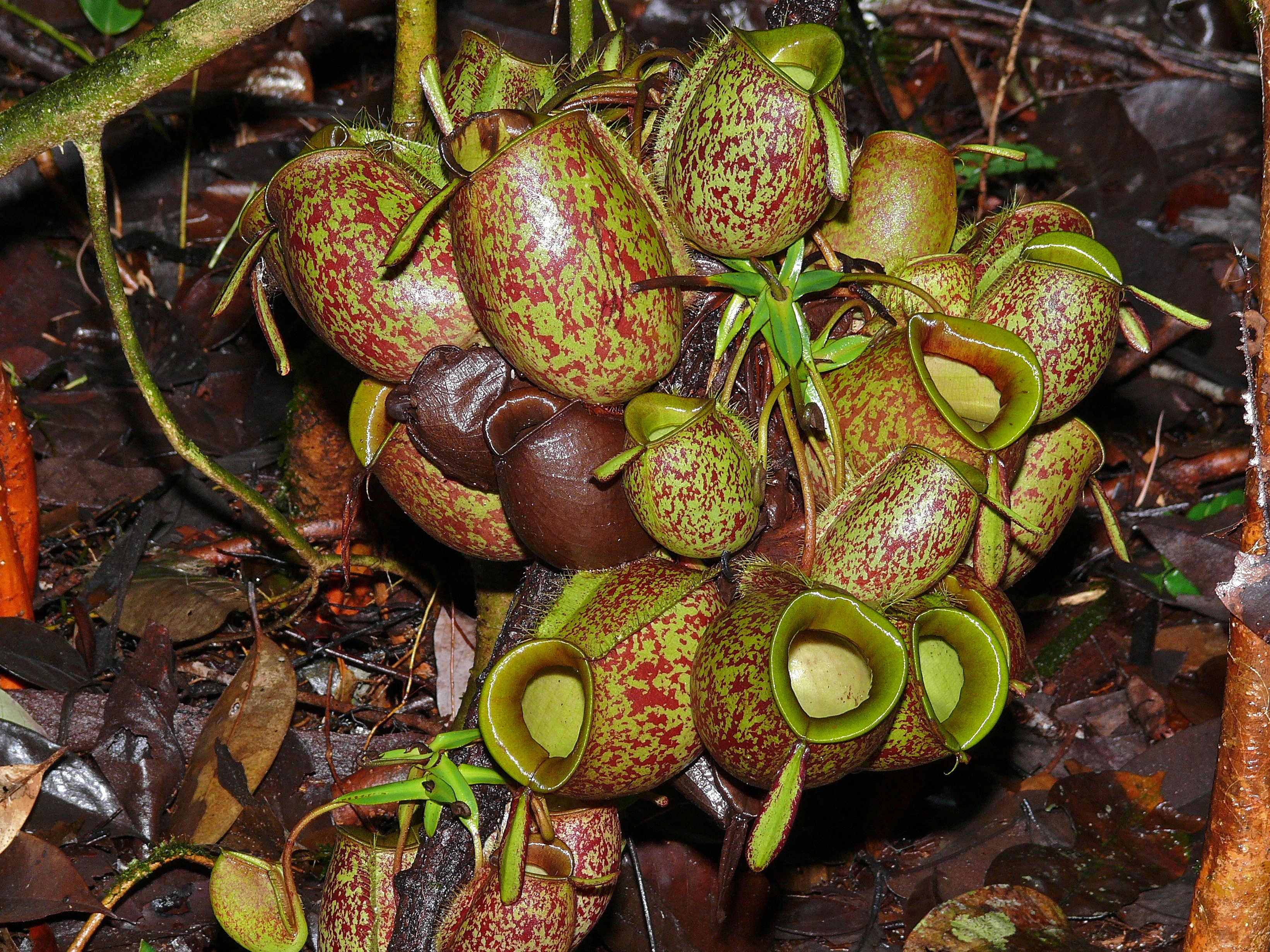